# Каменушка (Амурская область)
Каменушка — упразднённое село (перевоз) в Зейском районе Амурской области России. Исключено из учётных данных в 1977 году.

## География
Село располагалось на правом берегу ручья Каменушка (приток реки Хаимкан) в месте пересечения его региональной дорогой 10к056 «Зея — Золотая Гора», на расстоянии примерно 55 километра (по прямой) к северо-западу от города Зея.

## История
По данным 1926 года в Каменушке имелось 3 хозяйства и проживал 10 человек (6 мужчин и 4 женщины), основное население — русские. В административном отношении входила в состав Заречно-Слободского сельсовета Зейского района Зейского округа Дальневосточного края.
Решением Амурского исполкома от 30 декабря 1977 года № 522, село (перевоз) Каменушка исключено из учётных данных как населённый пункт служебного значения.